# 冶源街道
冶源街道，是中华人民共和国山東省潍坊市临朐县下辖的一个乡镇级行政单位。2020年7月，撤镇设街道，现区划代码为370724003。
老龙湾主泉“薰冶泉”又名“铸剑池”，是春秋吴越冶公欧冶子鼓炉铸造“龙泉宝剑”之地。

## 行政区划
冶源街道下辖以下地区：
迟家庄村、宫家坡村、红新村、冶南村、冶西村、冶北村、洼子村、红光村、傅家李召村、薛家庙村、王舍村、老崖崮村、北杨善村、石河村、巩家桥村、福山集村、大店村、谭家小崔村、赵家楼村、大辛庄村、孙家小崔村、潘家埠村、南杨善村、杨善集村、朱阳村、北广尧村、双营村、南广尧村、黄家宅村、豹伏岭村、石湾崖村、平安峪村、米山村、李家庄子村、白塔村、宋庄村、河南村、界首村和石河店村。

## 特产
老崖崮村出产红丝石， 用来制作红丝砚。